# René Le Lamer
René Le Lamer est un footballeur puis entraîneur français né le 7 avril 1948 à Étel.

## Carrière de joueur
| Saison    | Clubs        | Pays       | Matchs    | Classements | Coupe de France  | Accomplissements                          |
| --------- | ------------ | ---------- | --------- | ----------- | ---------------- | ----------------------------------------- |
| 1966/1967 | FC Nantes    | Division 1 | 13 matchs | 2e sur 20   | 8e de finaliste  | vice-champion de France                   |
| 1967/1968 | RC Joinville | Division 2 | 31 matchs | 7e sur 19   |                  | meilleur classement de l'histoire du club |
| 1968/1969 | FC Nantes    | Division 1 | 21 matchs | 10e sur 18  |                  |                                           |
| 1969/1970 | AC Ajaccio   | Division 1 | 33 matchs | 16e sur 18  |                  |                                           |
| 1970/1971 | AC Ajaccio   | Division 1 | 37 matchs | 6e sur 20   |                  | meilleur classement de l'histoire du club |
| 1971/1972 | AC Ajaccio   | Division 1 | 36 matchs | 13e sur 20  | 8e de finaliste  |                                           |
| 1972/1973 | AC Ajaccio   | Division 1 | 35 matchs | 20e sur 20  |                  |                                           |
| 1973/1974 | ES Troyes AC | Division 1 | 28 matchs | 17e sur 20  | 16e de finaliste |                                           |
| 1974/1975 | ES Troyes AC | Division 1 | 37 matchs | 16e sur 20  | 8e de finaliste  |                                           |
| 1975/1976 | ES Troyes AC | Division 1 | 37 matchs | 17e sur 20  | 16e de finaliste |                                           |
| 1976/1977 | ES Troyes AC | Division 1 | 38 matchs | 15e sur 20  | 16e de finaliste |                                           |
| 1977/1978 | ES Troyes AC | Division 1 | 38 matchs | 19e sur 20  | 16e de finaliste |                                           |
| 1978/1979 | SCO Angers   | Division 1 | 33 matchs | 17e sur 20  | 8e de finaliste  |                                           |
| 1979/1980 | SCO Angers   | Division 1 | 33 matchs | 14e sur 20  |                  |                                           |

## Palmarès de joueur
- 1966-1967 : Vice-champion de France avec le FC Nantes
- 1967-1968 : Meilleur classement de l'histoire du RC Joinville (7e de division 2)
- 1970-1971 : Meilleur classement de l'histoire de l'AC Ajaccio (6e de division 1)
- Recordman de matchs avec l'AC Ajaccio en Division 1 (141 matchs)

## Carrière d'entraîneur

### Clubs aux statuts amateurs
| Saison    | Clubs                     | Divisions  | Classements | Coupe de France  | Accomplissements          |
| --------- | ------------------------- | ---------- | ----------- | ---------------- | ------------------------- |
| 1980/1981 | US Concarneau             | 3 (ouest)  | 14e sur 16  |                  |                           |
| 1981/1982 | US Concarneau             | 4 (gr.D)   | 11e sur 15  | 16e de finaliste |                           |
| 1982/1983 | US Concarneau             | 4 (gr.D)   | 1er sur 14  |                  | champion de CFA           |
| 1983/1984 | CO Saint-Dizier           | 3 (est)    | 6e sur 16   |                  |                           |
| 1984/1985 | CO Saint-Dizier           | 3 (est)    | 6e sur 16   |                  |                           |
| 1985/1986 | CS Louhans-Cuiseaux       | 3 (centre) | 2e sur 16   |                  | vice-champion de National |
| 1986/1987 | CS Louhans-Cuiseaux       | 2 (gr.B)   | 10e sur 18  |                  |                           |
| 1987/1988 | CS Louhans-Cuiseaux       | 2 (gr.B)   | 7e sur 18   |                  |                           |
| 1988/1989 | CS Louhans-Cuiseaux       | 2 (gr.B)   | 7e sur 18   |                  |                           |
| 1989/1990 | CS Louhans-Cuiseaux       | 2 (gr.A)   | 13e sur 18  | 16e de finaliste |                           |
| 1990/1991 | CS Louhans-Cuiseaux       | 2 (gr.A)   | 16e sur 18  |                  |                           |
| 1991/1992 | CS Louhans-Cuiseaux       | 2 (gr.A)   | 4e sur 18   |                  |                           |
| 1992/1993 | CS Louhans-Cuiseaux       | 2 (gr.A)   | 12e sur 17  |                  |                           |
| 1993/1994 | CS Louhans-Cuiseaux       | 3 (gr.B)   | 6e sur 16   |                  |                           |
| 1998/1999 | Clermont Foot Auvergne 63 | 4 (gr.D)   | 1er sur 17  |                  | champion de CFA           |

### Clubs aux statuts professionnels
| Saisons   | Clubs                     | Divisions | Classements | Coupe de France    | Coupe de la Ligue  | Accomplissements          |
| --------- | ------------------------- | --------- | ----------- | ------------------ | ------------------ | ------------------------- |
| 1994/1995 | FC Istres                 | 2         | 22e sur 22  |                    |                    |                           |
| 1995/1996 | FC Istres                 | 3 (gr.B)  | 11e sur 18  | 16e de finaliste   |                    |                           |
| 1996/1997 | FC Istres                 | 3 (gr.B)  | 6e sur 18   |                    |                    |                           |
| 1999/2000 | Clermont Foot Auvergne 63 | 3         | 7e sur 20   |                    |                    |                           |
| 2000/2001 | FC Gueugnon               | 2         | 10e sur 20  |                    | 16e de finaliste   | 2 matchs en Coupe UEFA    |
| 2004/2005 | Clermont Foot Auvergne 63 | 2         | 18e sur 20* | quart de finaliste | quart de finaliste | double quart de finaliste |
| 2006/2007 | FC Istres                 | 2         | 19e sur 20  |                    | 16e de finaliste   |                           |
| 2007/2008 | FC Istres                 | 3         | 11e sur 20  |                    |                    |                           |
| 2008/2009 | FC Gueugnon               | 3         | 11e sur 20  |                    |                    |                           |
| 2009/2010 | FC Gueugnon               | 3         | 16e sur 20  |                    |                    |                           |

- Le 18e fut maintenu en division 2 car une autre équipe du championnat fut reléguée, faute de moyen financier.

### Sélection
- Équipe de Bretagne de football (BFA) : Premier sélectionneur en compagnie de Georges Eo en 1997-1998.
- un match (21/05/1998) : 1-1 contre le Cameroun à Rennes (Stade de la route de Lorient).

## Palmarès d'entraîneur
- 1982-1983 : Champion de CFA (groupe D) avec l'US Concarneau
- 1985-1986 : Vice-champion de National (centre) avec Louhans-Cuiseaux
- 1997-1998 : Premier sélectionneur de l'équipe de Bretagne en compagnie de Georges Eo
- 1998-1999 : Champion de CFA (groupe D) avec le Clermont Foot
- 2004-2005 : Quart de finaliste de la Coupe de France avec le Clermont Foot
- 2004-2005 : Quart de finaliste de la Coupe de la Ligue avec le Clermont Foot